# لادونیا (میزوری)
لادونیا (به انگلیسی: Laddonia) یک شهر در ایالات متحده آمریکا است که در شهرستان ادرین، میزوری واقع شده‌است. لادونیا ۱٫۶۸ کیلومتر مربع مساحت و ۵۱۳ نفر جمعیت دارد و ۲۳۷ متر بالاتر از سطح دریا قرار دارد.